# Irlandia na Zimowych Igrzyskach Olimpijskich 2014
Irlandię na Zimowych Igrzyskach Olimpijskich 2014 reprezentuje pięciu zawodników. Będzie to szósty start Irlandii na zimowych igrzyskach olimpijskich.

## Skład reprezentacji

### Biegi narciarskie

#### Mężczyźni
| Zawodnik     | Konkurencja       | Czas    | Pozycje |
| ------------ | ----------------- | ------- | ------- |
| Jan Rossiter | Bieg indywidualny | 48:44,6 | 82.     |

### Narciarstwo alpejskie

#### Kobiety
| Zawodniczka   | Konkurencja   | Zjazd                      | Slalom                     | Czas łączny                | Pozycje                    |
| ------------- | ------------- | -------------------------- | -------------------------- | -------------------------- | -------------------------- |
| Florence Bell | Slalom gigant | Nie ukończyła 1. przejazdu | Nie ukończyła 1. przejazdu | Nie ukończyła 1. przejazdu | Nie ukończyła 1. przejazdu |
| Florence Bell | Slalom        | 1:07,84                    | Nie ukończyła 2. przejazdu | Nie ukończyła 2. przejazdu | Nie ukończyła 2. przejazdu |

#### Mężczyźni
| Zawodnik   | Konkurencja      | Czas 1. przejazdu         | Czas 2. przejazdu         | Czas łączny               | Pozycja                   |
| ---------- | ---------------- | ------------------------- | ------------------------- | ------------------------- | ------------------------- |
| Conor Lyne | Slalom gigant    | Nie ukończył 1. przejazdu | Nie ukończył 1. przejazdu | Nie ukończył 1. przejazdu | Nie ukończył 1. przejazdu |
| Conor Lyne | Slalom specjalny | 1:03,58                   | 1:09,71                   | 2:13,29                   | 40.                       |

### Skeleton

#### Mężczyźni
| Zawodnik       | Ślizg 1 | Ślizg 2 | Ślizg 3 | Ślizg 4 | Łącznie | Pozycja |
| -------------- | ------- | ------- | ------- | ------- | ------- | ------- |
| Sean Greenwood | 57,99   | 65,11   | 58,22   | NQ      | 3:01,32 | 27.     |

### Snowboarding

#### Mężczyźni
| Konkurencja | Zawodnik        | Kwalifikacje | Kwalifikacje | Kwalifikacje | Kwalifikacje | Półfinał | Półfinał | Półfinał  | Półfinał | Finał    | Finał    | Finał     | Finał   |
| Konkurencja | Zawodnik        | 1. zjazd     | 2. zjazd     | Najlepszy    | Miejsce      | 1. zjazd | 2. zjazd | Najlepszy | Miejsce  | 1. zjazd | 2. zjazd | Najlepszy | Miejsce |
| ----------- | --------------- | ------------ | ------------ | ------------ | ------------ | -------- | -------- | --------- | -------- | -------- | -------- | --------- | ------- |
| Slopestyle  | Seamus O’Connor | 33,50        | 40,00        | 40,00        | 13. QS       | 60,75    | 70,25    | 70,25     | 9.       | NQ       | NQ       | NQ        | NQ      |
| Halfpipe    | Seamus O’Connor | 66,25        | 71,50        | 71,50        | 8. QS        | 54,00    | 43,00    | 54,00     | 9.       | NQ       | NQ       | NQ        | NQ      |